# Mogurnda furva
Mogurnda furva är en fiskart som beskrevs av Allen och Hoese, 1986. Mogurnda furva ingår i släktet Mogurnda och familjen Eleotridae. IUCN kategoriserar arten globalt som akut hotad. Inga underarter finns listade i Catalogue of Life.